# Диамер-Баша
„Диамер-Баша“ е строящ се язовир на р. Инд в автономния регион Гилгит-Балтистан, Пакистан. Съоръжението е разположено близо до място, наречено „Баша“, в район Диамер, от където идва и името.
Стената ще бъде най-високата стена, строена с този вид (RCC) бетон. Ще има височина от 272 метра с 14 отвора, всеки 11,5x16,24 м. Планирани са 2 подземни електроцентрали отстрани на стената с по 6 турбини с общ капацитет 4500 MW.
След завършването Диамер-Баша ще произвежда 4500 мегавата електричество с чиста водна енергия. Водата от водния резервоар ще бъде използвана за напояване и пиене. С новия язовир ще се контролират наводненията по поречието на река Инд при обилни валежи и ще се увеличи с 35 години периодът на експлоатация на язовир „Тарбела“, намиращ се надолу по течението.
Определената цена на проекта през 2011 г. е 13 млн. щатски долара, а времето на строеж – 12 години.

## Нужда от проекта
Селското стопанство е гръбнакът на пакистанската икономика. Пакистан днес е сред страните с най-бързо увеличаващо се население в света – около 170 млн. души в началото на 2009 г. Заради липсата на съразмерими резервоари, с които да се контролира водата от големите реки, страната вече изпитва голям недостиг на зърно. Прогнозирано е, че Пакистан ще се превърне в страна с дефицит на храна в близкото бъдеще.
Заради спирането на големи проекти след язовир „Тарбела“ през 1976 г. сегашните напоявани зони в Пакистан са в сериозна опасност.
Сегашните нужди на страната от електричество са около 17 000 MW, прогнозирани до 22 000 MW към 2010 г. Водната сила ще произвежда нужната енергия на ниска цена. С приноса си от 4500 MW „Диамер-Баша“ ще облекчи тази ситуация.

## Ползи от проекта
- Производство на 4500 MW електричество чрез природно чиста водна сила.
- Запасяване с голямо количество вода, която ще бъде използвана за напояване и пиене в Пакистан.
- Ще увеличи животът на язовир „Тарбела“, който се намира надолу по р. Инд, с 35 години.
- Контролиране на наводненията от р. Инд по време на силни дъждове.
- Намаляване на зависимостта от топлоелектрически централи, които вредят на околната среда, и спестяване на пари.

## Околна среда и жители
Околна среда
- Засегнати села: 30
- Засегнати къщи: 2800
- Засегнато население: 28 000
- Потопена обработваема земя: 6000 дка
- Потопена площ: 25 000 дка

Изселване
- Планирани нови селища: 9 села
- Изселено население: 28 000 души
- Планирана инфраструктура – пътища, чиста вода, училища, здравни центрове, електричество и др.
- Развитие на туризма около язовира (хотели, ресторанти, водни спортове и др.)
- Развитие на несъществуващия риболов.